# 2-я гвардейская пехотная дивизия (Российская империя)

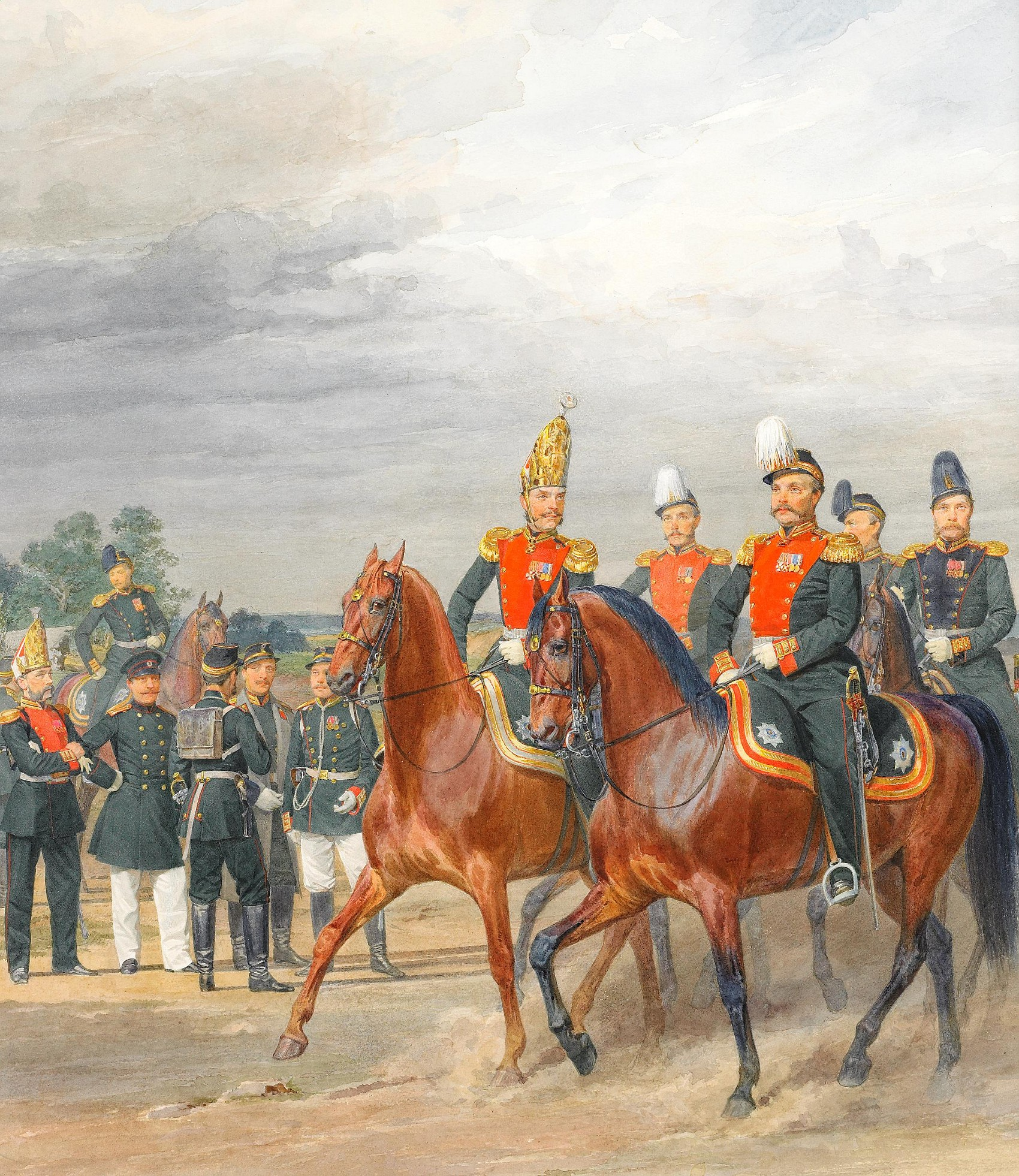
Пиратский К. К. Офицеры 2-й Гвардейской Пехотной дивизии.

2-я гвардейская пехотная дивизия — пехотное соединение в составе Русской императорской гвардии. 
Штаб дивизии: Санкт-Петербург. Входила в Гвардейский корпус.

## История дивизии

### Формирование
Сформирована 11 мая 1813 года, наряду с 1-й гвардейской пехотной дивизией, в результате разделения существовавшей ранее гвардейской пехотной дивизии на две новых. Переформирование гвардии произошло сразу после неудачных для русской армии сражений при Лютцене и Бауцене в ходе Заграничного похода 1813—1814 гг. Павловский и Гренадерский полки, включенные в состав 2-й гвардейской дивизии, были причислены к гвардии незадолго до того, 13 апреля 1813 г.
- 1813—1918 — 2-я гвардейская пехотная дивизия
- 27 марта (8 апреля) 1856 — Из чинов стрелковых рот полков 2-й гвардейской пехотной дивизии сформирован четырёхротный лейб-гвардии 2-й стрелковый батальон.

### Боевые действия
Заграничный поход русской армии 1813—1814 гг.
- 14 (26) — 15 (27) августа 1813 — Сражение при Дрездене
- 18 (30) августа 1813 — Сражение под Кульмом
- 4 (16) — 7 (19) октября 1813 — Битва под Лейпцигом
- 18 (30) — 19 (31) марта 1814 — Взятие Парижа

Русско-турецкая война 1828—1829 гг.
- август — сентябрь 1828 — Осада Варны

Польская кампания 1830—1831 гг.
- август 1830 г. — штурм Варшавы.

Русско-турецкая война 1877—1878 гг.
- 12 (24) октября 1877 г. — Битва при Горном Дубняке
- 11 (23) ноября 1877 г. — взятие Правецкой позиции
- 2 (14) — 7 (19) января 1878 — Битва при Пловдиве (Филиппополе)

Первая мировая война.
- С 23 августа (5 сентября) 1914 — 2 гв. пех. див. в ходе Галицийского сражения в составе всего Гвардейского корпуса участвовала в контрнаступлении 4-й армии на правом фланге Юго-Западного фронта[1] после завершения битвы при Краснике. 10 (23) сентября 1914 Гвардейский корпус вместе со 2-й дивизией передан в состав 9-й армии и переброшен юго-западнее Ивангородской крепости, где с 12 (25) октября 1914 принял участие в контрнаступлении в рамках Варшавско-Ивангородской операции.
- Дивизия — активная участница Ченстохово-Краковской операции в ноябре 1914 г.[2][3], сражения под Красноставом в июле 1915 г.[4][5], а также Люблин-Холмского сражения в том же месяце[6][7][8][9][10]. Сражалась в Виленской операции в августе - сентябре 1915 г.[11][12][13] Доблестно билась на Стоходе в июле 1916 г.[14]

## Состав дивизии
- 1-я бригада (Санкт-Петербург)
  - л.-гв. Московский полк (на момент формирования дивизии назывался л.-гв. Литовским полком)
  - л.-гв. Гренадерский полк
- 2-я бригада (Санкт-Петербург)
  - л.-гв. Павловский полк
  - л.-гв. Финляндский полк
- л.-гв. 2-я артиллерийская бригада (Санкт-Петербург)

С 3 марта 1825 г. было введено новое расписание полков по двум гвардейским пехотным дивизиям. С этого момента каждая бригада состояла из «старого» л.-гв. полка (то есть учреждённого до начала правления Александра I) и «нового» (из числа причисленных к гвардии в период наполеоновских войн). При этом бригады получили сквозную нумерацию, с 1-й по 4-ю. Соответственно, состав 2-й гвардейской пехотной дивизии стал следующим:
- 3-я гвардейская пехотная бригада (Санкт-Петербург)
  - л.-гв. Измайловский полк
  - л.-гв. Павловский полк
  - л.-гв. Сапёрный батальон
- 4-я гвардейская пехотная бригада (Санкт-Петербург)
  - л.-гв. Егерский полк
  - л.-гв. Финляндский полк

После завершения боевых действий, связанных с подавлением Польского восстания 1830—1831 гг., полковой состав 1-й и 2-й гвардейских пехотных дивизий вернулся к прежнему виду (то есть до 1825 г.) Одновременно во 2-ю дивизию был включен Гвардейский экипаж, а л.-гв. Сапёрный батальон передан в 1-ю дивизию.
Сквозная нумерация гвардейских пехотных бригад сохранилась до начала 1857 г., когда бригадное командное звено было упразднено. После его восстановления в 1873 г. бригады в гвардейских пехотных дивизиях получили номера «1-я» или «2-я».

## Командование дивизии
(Командующий в дореволюционной терминологии означал временно исполняющего обязанности начальника или командира. Должности начальника дивизии соответствовал чин генерал-лейтенанта, и при назначении на эту должность генерал-майоров они оставались командующими до момента своего производства в генерал-лейтенанты).

### Начальники дивизии
- 11.05.1813 — 29.08.1814: командующий генерал-майор Удом, Иван Фёдорович
- 03.09.1814 — 07.04.1817: генерал-адъютант, генерал-лейтенант граф Строганов, Павел Александрович
- 07.04.1817 — 14.11.1817: командующий генерал-майор Удом, Иван Фёдорович
- 14.11.1817 — 03.07.1819[18]: генерал-лейтенант Паскевич, Иван Фёдорович
  - 14.11.1817 — хх.хх.1818: командующий генерал-майор Удом, Иван Фёдорович
- 22.07.1819 — 11.05.1821: генерал-адъютант, генерал-майор Потёмкин, Яков Алексеевич
- 29.05.1821 — 03.03.1825: генерал-майор (с 12.12.1824 генерал-лейтенант) Бистром, Карл Иванович
- 03.03.1825 — 14.12.1825: генерал-лейтенант великий князь Николай Павлович
- 14.12.1825 — 23.09.1828: командующий генерал-адъютант, генерал-майор (с 22.08.1826 генерал-лейтенант) Головин, Евгений Александрович
- 29.09.1828 — 06.06.1831: генерал-лейтенант Ушаков, Павел Николаевич
- 06.06.1831 — 06.12.1833: генерал-лейтенант Мартынов, Павел Петрович
- 06.12.1833 — 22.07.1837[19]: генерал-лейтенант Берников, Павел Сергеевич
- 22.07.1837 — 18.09.1842: генерал-лейтенант Гурко, Владимир Иосифович
- 25.10.1842 — 01.04.1847: генерал-майор Свиты Е. И. В. (с 11.04.1843 генерал-лейтенант) Ребиндер, Алексей Максимович
- 01.04.1847 — 22.07.1855: генерал-лейтенант Офросимов, Михаил Александрович
- 08.09.1855 — 06.12.1857: генерал-лейтенант барон Врангель, Александр Евстафьевич
- 06.12.1857 — 21.11.1858: командующий генерал-майор Хрущёв, Александр Петрович
- 21.11.1858 — 09.09.1860: генерал-лейтенант Бельгард, Карл Александрович
- 12.11.1860 — 10.10.1868: генерал-адъютант, генерал-майор (с 23.04.1861 генерал-лейтенант) барон Бистром, Родриг Григорьевич
  - 22.04.1868 — 19.05.1868: великий князь цесаревич Александр Александрович
- 10.10.1868 — 19.02.1877: генерал-лейтенант (с 30.08.1871 генерал-адъютант) Ден, Андрей Ефимович
- 22.02.1877 — после 25.09.1878[20]: генерал-адъютант, генерал-лейтенант Чертков, Григорий Иванович
  - 09.08.1877 — 17.04.1879: командующий генерал-адъютант, генерал-лейтенант граф Шувалов, Павел Андреевич
- 12.10.1878 — 08.04.1881: генерал-адъютант, генерал-лейтенант граф Воронцов-Дашков, Илларион Иванович
- 08.04.1881 — 25.07.1885: генерал-лейтенант Тимофеев, Алексей Алексеевич
- 25.07.1885 — 17.02.1891: генерал-лейтенант Рихтер, Александр Карлович
- 07.03.1891 — 21.02.1895: генерал-лейтенант Рыкачёв, Степан Васильевич
- 10.03.1895 — 07.01.1897: генерал-лейтенант Любовицкий, Юлиан Викторович
- 15.01.1897 — 04.08.1899: генерал-лейтенант фон Мевес, Ричард Троянович
- 13.09.1899 — 27.09.1900: генерал-лейтенант Бибиков, Евгений Михайлович
- 20.10.1900 — 07.06.1904: генерал-лейтенант Мешетич, Николай Фёдорович
- 21.06.1904 — 25.11.1905: командующий генерал-майор Троцкий, Владимир Иоанникиевич
- 25.11.1905 — 21.06.1906: генерал-лейтенант Данилов, Владимир Николаевич
- 21.06.1906 — 09.01.1907: генерал-лейтенант Романенко, Иван Андреевич
- 10.01.1907 — 24.06.1908: генерал-лейтенант граф Адлерберг, Александр Александрович
- 24.06.1908 — 30.04.1910: генерал-лейтенант Михневич, Николай Петрович
- 03.05.1910 — 30.07.1912: генерал-лейтенант Леш, Леонид Вильгельмович
- 30.07.1912 — 12.01.1913: генерал-лейтенант Флуг, Василий Егорович
- 19.01.1913 — 04.11.1914: генерал-лейтенант Ресин, Александр Алексеевич
- 04.11.1914 — 16.12.1914: генерал-лейтенант Драгомиров, Владимир Михайлович
- 27.12.1914 — 21.08.1916: генерал-лейтенант Потоцкий, Павел Платонович
- 21.08.1916 — 09.04.1917: командующий генерал-майор Свиты Е. И. В. Гольтгоер, Константин Александрович
- 25.04.1917 — 08.07.1917: командующий генерал-майор Рыльский, Константин Иосифович
- 18.07.1917 — 28.07.1917: командующий генерал-майор Шиллинг, Николай Николаевич
- 25.08.1917 — хх.хх.хххх: командующий генерал-майор Протазанов, Тарас Михайлович

### Начальники штаба дивизии
Должность начальника штаба дивизии введена 1 января 1857 года.
- 01.01.1857 — 24.01.1859: полковник Кармалин, Николай Николаевич
- 12.03.1859 — 06.02.1863: капитан (с 30.08.1859 полковник) Обручев, Николай Николаевич
- 06.02.1863 — 08.02.1865: полковник Винберг, Виктор Фёдорович
- 08.02.1865 — 07.08.1866: подполковник (с 25.02.1865 полковник) Козен, Александр Фёдорович
- 07.08.1866 — 02.02.1873: полковник Лавров, Василий Николаевич
- 08.02.1873 — 27.10.1877: полковник Скалон, Евгений Данилович
- 27.10.1877 — 16.04.1878: полковник Паренсов, Пётр Дмитриевич
- 23.05.1878 — 12.11.1884: полковник Бальц, Александр Фёдорович
- 15.11.1884 — 16.05.1890: полковник Энгельгардт, Александр Николаевич
- 21.05.1890 — 24.08.1898: полковник Брилевич, Александр Васильевич
- 28.09.1898 — 20.06.1901: полковник Щербачев, Дмитрий Григорьевич
- 16.07.1901 — 04.07.1902: полковник Кондратьев, Николай Григорьевич
- 17.07.1902 — 18.09.1902: полковник Мориц, Александр Арнольдович
- 21.10.1902 — 09.02.1907: полковник Безруков, Алексей Герасимович
- 20.02.1907 — 10.03.1912: полковник Шильдбах, Константин Константинович
- 19.03.1912 — 19.10.1914: и. д. полковник (утверждён в должности 27.01.1914) Измайлов, Михаил Александрович
- 19.10.1914 — 08.03.1915: и. д. полковник Болдырев, Василий Георгиевич
- 24.03.1915 — 11.05.1916: и. д. полковник Синклер, Владимир Александрович
- 20.05.1916 — 11.07.1916: генерал-майор Занкевич, Михаил Ипполитович
- 10.09.1916 — 11.06.1917: и.д. подполковник (c 06.12.1916 полковник) Туган-Мирза-Барановский, Давид Иванович
- 20.06.1917 — хх.хх.1917: и. д. полковник барон Нолькен, Александр Людвигович

### Командиры 1-й бригады
В 1825 — 1857 годах бригада назвалась 3-й гвардейской пехотной.
В 1825 — 1857 годах бригады гвардейский пехотных дивизий имели сквозную нумерацию, с 1-й по 6-ю. Соответственно, 2-я гв. пех. дивизия состояла из 3-й и 4-й гв. пех. бригад.
В период с начала 1857 по 30 августа 1873 должности бригадных командиров в пехотных дивизиях были упразднены. После восстановления бригадного командного звена бригады в гвардейских пех. дивизиях получили номера «1-я» или «2-я» аналогично с армейскими пех. дивизиями.
После начала Первой мировой войны в дивизии была оставлена должность только одного бригадного командира, именовавшегося командиром бригады 2-й гвардейской пехотной дивизии.
- 11.05.1813 — 13.04.1819: генерал-майор Удом, Иван Фёдорович
- 18.04.1819 — 01.12.1821: генерал-майор Желтухин, Пётр Фёдорович
- 01.12.1821 — 07.02.1823: генерал-майор барон Фредерикс, Пётр Андреевич
- 07.02.1823 — 14.03.1825: генерал-майор Шеншин, Василий Никанорович
- 14.03.1825 — 31.05.1831: генерал-майор Мартынов, Павел Петрович
- 31.05.1831 — 22.08.1831: командующий генерал-майор Анненков, Николай Петрович
- 22.08.1831 — 06.10.1831: генерал-майор Берников, Павел Сергеевич
- 06.10.1831 — 19.12.1835[21]: генерал-майор (с 06.12.1833 генерал-лейтенант) Крафстрем, Евстафий Борисович
  - 13.06.1835 — 26.08.1835: командующий генерал-майор Николаев, Никита Иванович
  - 26.08.1835 — 19.12.1835: командующий генерал-майор Штегельман, Павел Андреевич
- 19.12.1835 — 22.07.1837: генерал-лейтенант Арбузов, Алексей Фёдорович
- 04.10.1837 — 04.08.1839: генерал-майор Штегельман, Павел Андреевич
- 10.11.1839 — 01.08.1847: генерал-майор князь Волконский, Пётр Григорьевич
- 20.12.1847 — 03.11.1854: генерал-майор (с 19.04.1853 генерал-лейтенант) Саллос, Иван Егорович
- 03.11.1854 — 22.01.1857: генерал-майор Кафтырев, Николай Яковлевич
- 02.10.1873 — 09.03.1875[22]: генерал-майор Свиты Е. И. В. Бюнтинг, Георгий Карлович
- 07.06.1875 — 27.10.1877: генерал-майор Свиты Е. И. В. барон Зедделер, Логгин Логгинович
- 27.10.1877 — 12.12.1880: генерал-майор Свиты Е. И. В. Брок, Николай Петрович
- 12.12.1880 — 08.04.1881: генерал-майор Свиты Е. И. В. фон Эттер, Севастьян Павлович
- 29.04.1881 — 14.11.1888: генерал-майор Свиты Е. И. В. Любовицкий, Юлиан Викторович
- 14.11.1888 — 11.09.1889: генерал-майор Свиты Е. И. В. Шмит, Константин Конрадович
- 08.10.1889 — 12.11.1893: генерал-майор Квицинский, Иосиф Онуфриевич
- 22.11.1893 — 19.07.1895: генерал-майор Энден, Пётр Петрович
- 09.11.1898 — 24.11.1899: генерал-майор Логинов, Пётр Петрович
- 24.11.1899 — 17.02.1900: генерал-майор Дзичканец, Алексей Иосифович
- 14.05.1901 — 01.06.1904: генерал-майор Тыртов, Константин Петрович
- 02.06.1904 — 23.01.1905: генерал-майор Пыхачёв, Николай Аполлонович
- 18.02.1905 — 13.11.1907: генерал-майор барон Фитингоф, Евгений Эмильевич
- 11.02.1908 — 24.09.1913: генерал-майор Свиты Е. И. В. Порецкий, Александр Николаевич
- 24.09.1913 — 24.12.1913: генерал-майор Свиты Е. И. В. Чебыкин, Александр Нестерович
- 24.12.1913 — 04.11.1914: генерал-майор Киселевский, Николай Михайлович
- 04.11.1914 — 09.01.1915: генерал-майор Некрасов, Константин Герасимович
- 15.03.1915 — 08.06.1917: генерал-майор Теплов, Владимир Владимирович
- 08.06.1917 — хх.хх.хххх: генерал-майор Швецов, Андрей Александрович

### Командиры 2-й бригады
В 1825 — 1857 годах бригада назвалась 4-й гвардейской пехотной.
- 15.05.1813 — 18.04.1819: генерал-майор Желтухин, Пётр Фёдорович
- 18.04.1819 — 14.03.1825: генерал-майор Бистром, Адам Иванович
- 14.03.1825 — 23.09.1828[23]: генерал-адъютант генерал-майор (с 22.08.1826 генерал-лейтенант) Головин, Евгений Александрович
  - 14.12.1825 — 23.09.1828: командующий генерал-адъютант генерал-майор Воропанов, Николай Фадеевич
- 23.09.1828 — 06.10.1831: генерал-майор (с 25.06.1831 генерал-лейтенант) Полешко, Степан Григорьевич
- 06.10.1831 — 06.12.1833: генерал-майор (с 25.06.1833 генерал-лейтенант) Берников, Павел Сергеевич
- 01.01.1834 — 19.12.1835: генерал-майор (с 06.12.1835 генерал-лейтенант) Арбузов, Алексей Фёдорович
- 19.12.1835 — 25.10.1842: генерал-майор Офросимов, Михаил Александрович
- 06.12.1842 — 14.11.1845: генерал-майор (с 06.12.1844 генерал-лейтенант) фон Моллер Фёдор Фёдорович
- 14.11.1845 — 06.01.1846: командующий генерал-майор Вяткин, Александр Сергеевич
- 06.01.1846 — 16.02.1846: командующий генерал-майор фон Рейтерн, Магнус Магнусович
- 26.02.1846 — 26.11.1847: контр-адмирал Казин, Николай Глебович (с оставлением в должности командира Гвардейского экипажа)
- 06.12.1847 — 09.09.1849: генерал-майор фон Рейтерн, Магнус Магнусович
- 09.09.1849 — после 13.09.1854: контр-адмирал Свиты Е. И. В. (с 19.04.1853 вице-адмирал) великий князь Константин Николаевич
- 08.10.1854 — 30.08.1855: генерал-майор Гольтгоер, Александр Фёдорович
- 30.08.1855 — 09.06.1856: генерал-майор граф Ребиндер, Фердинанд Фёдорович
- 09.06.1856 — хх.хх.1856: генерал-майор Ганецкий, Иван Степанович
- до 16.08.1856 — 22.01.1857: генерал-адъютант, генерал-майор Паткуль, Александр Владимирович
- 02.10.1873 — 22.02.1877: генерал-майор Свиты Е. И. В. Баранов, Николай Евстафьевич
- 19.03.1877 — 27.10.1877: генерал-майор Свиты Е. И. В. фон Розенбах, Николай Оттонович
- 27.10.1877 — 12.12.1880: генерал-майор Свиты Е. И. В. фон Эттер, Севастьян Павлович
- 12.12.1880 — 09.05.1884: генерал-майор Свиты Е. И. В. Брок, Николай Петрович
- 18.05.1884 — 14.11.1888: генерал-майор Свиты Е. И. В. Шмит, Константин Конрадович
- 14.11.1888 — 08.03.1893[24]: генерал-майор Теннер, Иеремий Карлович
- 30.03.1893 — 10.01.1894: генерал-майор фон Мевес, Ричард Троянович
- 31.01.1894 — 13.09.1899: генерал-майор Бибиков, Евгений Михайлович
- 16.02.1900 — 04.03.1903: генерал-майор фон Лизарх-Кенигк, Александр-Владимир Александрович
- 10.05.1903 — 21.06.1904: генерал-майор Троцкий, Владимир Иоанникиевич
- 16.07.1904 — 02.11.1907: генерал-майор Елита фон Вольский, Константин Адольфович
  - 02.09.1904 — 23.05.1905 и 08.06.1905 — 01.10.1905: и. д. (?) генерал-майор Смородский, Павел Андреевич
- 17.11.1907 — 19.01.1913: генерал-майор Свиты Е. И. В. Бакулин, Владимир Дмитриевич
- 19.01.1913 — 13.04.1913: генерал-майор Свиты Е. И. В. Дельсаль, Пётр Алексеевич
- 13.04.1913 — 19.07.1914: генерал-майор Козлов, Владимир Аполлонович

### Командиры лейб-гвардии 2-й артиллерийской бригады
Бригада сформирована 3 февраля 1816 после разделения Гвардейской арт. бригады на две новых (1-ю и 2-ю).
До 1875 г. должности командира артиллерийской бригады соответствовал чин полковника, а с 17 августа 1875 г. - чин генерал-майора.
- 03.02.1816 — 07.06.1816: полковник Ховен, Егор Фёдорович
- 07.06.1816 — 28.12.1817: полковник Фрейтаг, Карл Карлович
- 28.12.1817 — 02.02.1819: полковник Нилус, Богдан Богданович
- 17.02.1819 — 01.01.1827: полковник (с 27.04.1826 генерал-майор) Полозов, Даниил Петрович
- 01.01.1827 — 15.10.1834: полковник (с 22.07.1827 флигель-адъютант, с 29.09.1828 генерал-майор) Статковский (Сташковский, Станковский, Александр Осипович)
- 09.11.1834 — 17.04.1838: полковник барон Розен, Иван Фёдорович
- 17.04.1838 — 13.10.1849: полковник (с 08.09.1843 генерал-майор, с 28.01.1848 в Свите Е. И. В.) Мерхилевич, Сигизмунд Венедиктович
- 13.10.1849 — 07.11.1855: полковник (с 30.03.1852 генерал-майор) Масальский, Николай Фёдорович
- 30.12.1855 — 28.04.1861: полковник (с 30.08.1858 генерал-майор) Салтыков, Михаил Андреевич
- 28.04.1861 — 28.01.1864: генерал-майор Ратч, Василий Фёдорович
- 28.01.1864 — 20.03.1871: полковник (с 29.04.1864 генерал-майор, с 06.08.1870 в Свите Е. И. В.) Леман, Иван Александрович
- 20.03.1871 — 04.11.1876: флигель-адъютант полковник (с 16.04.1872 генерал-майор Свиты Е. И. В.) Евреинов, Николай Даниилович
- 13.01.1877 — 07.08.1888: полковник (с 01.01.1878 генерал-майор, с 08.11.1879 в Свите Е. И. В.) Сиверс, Михаил Александрович
- 07.08.1888 — 29.08.1895: генерал-майор Оноприенко, Александр Васильевич
- 29.08.1895 — 13.11.1895: генерал-майор Беляев, Тимофей Михайлович
- 13.11.1895 — 09.02.1901: генерал-майор Уткевич, Александр Владимирович
- 09.02.1901 — 20.06.1901: генерал-майор Коленкин, Александр Иванович
- 20.06.1901 — 23.10.1904: генерал-майор Нищенков, Аркадий Никанорович
- 24.10.1904 — 21.11.1907: генерал-майор Ивашенцов, Сергей Васильевич
- 21.11.1907 — 14.11.1909: генерал-майор Лехович, Владимир Андреевич
- 14.11.1909 — 27.05.1910: генерал-майор Багговут, Иван Карлович
- 30.05.1910 — 21.03.1913: генерал-майор фон Гилленшмидт, Александр Фёдорович
- 21.03.1913 — 07.04.1915: генерал-майор Сиверс, Александр Михайлович
- 19.04.1915 — 27.04.1917: полковник (с 01.09.1915 генерал-майор) фон Аккерман, Александр Фёдорович
- 30.04.1917 — 07.08.1917: генерал-майор Михайловский, Иван Петрович
- 07.09.1917 — хх.хх.хххх: командующий полковник Без-Корнилович, Михаил Николаевич